# Курч (герб)

Герб «Курч» гетьмана Івана Мазепи

Курч, Князь (пол. Kurcz, Kniaz) — герб волинських князів Курцевичів, нащадків Гедиміновичів. Герб використовували дворянські роди Польщі, Литви, Білорусі та України. Герб «Курч» використовувався гетьманом Іваном Мазепою.

## Опис
Фігура на кшталт латинської літери ігрек (Y), перехрещена в середині, а основою своєю упирається в скобу з загнутими кінцями; праворуч від цієї емблеми поміщається шестипроменева зірка, а ліворуч півмісяць. Це — прапор князів Коріатовичів-Курцевичів, що походять від Гедиміна.
Сучасний дослідник — Ігор Ситий вказує, що в сучасній геральдиці хрест трактується як сонце і вказує, що предки власника герба є легендарними особистостями. Зірка трактується як символ вічності, а шість променів означають вифлеємську зірку.